# Tamburo imperiale
Il Tamburo Imperiale o Napoleonico è uno strumento a percussione a suono indeterminato, piuttosto grosso, alto circa 75-80 cm. Il suono viene prodotto quando lo strumento viene colpito da una mazza.

## Oggi
L'imperiale non è uno strumento d'orchestra. Viene usato dalle bande musicali con le stesse modalità, per battere il passo ai bandisti.